# 地行
地行（、ローマ字表記: Jigyō）は、福岡県福岡市中央区にある地名。現行の行政地名は、地行一丁目から四丁目まで。面積は351,130平方メートル (35.11 ha)。2022年9月末現在の人口は6,044人。郵便番号は810-0064。

## 地理
福岡市中央区の北西部に位置する。北でよかトピア通りを挟んで地行浜と、東で菰川を介して唐人町と、南で明治通りを挟んで今川と、西で樋井川を介して早良区西新と接している。
概ね閑静な住宅地となっているが、シーサイドももちの手前に位置しており、町内をシーサイドももちへ至る道路が通っているため、人や車の往来が盛んである。

### 河川
町内には次の河川がある。
- 樋井川（ひいがわ）
- 菰川（こもがわ）

## 歴史
1709年（宝永6年）貝原益軒が著した地誌『筑前国続風土記』には、筑前国に入った黒田長政が、不毛の砂地だった荒戸から室見川河口の辺りに防潮目的で松を植えさせて松原を造らせた。このうち、唐人町西側の松林が慶安年間・黒田藩二代目藩主黒田忠之の時代に足軽の屋敷町となり、新たに土地を開いて宅地を造成することを意味する「地形」（じぎょう）と名付けられた、と書かれている。それがいつの頃からか「地行」と改められたという。
1872年（明治5年）に地行東町と地行西町に再編され、大正時代には地行西町は、福博電気軌道（現在の西鉄の前身の一つ）によって貸し邸宅地として開発され、豪邸が建ち並んでいた。1968年（昭和43年）の町界町名整理で現在の町域に再編された。

### 町域の変遷
| 住居表示実施後           | 実施年月日         | 住居表示実施前（各大字の一部） |
| ------------------------ | ------------------ | ------------------------------ |
| 地行一丁目から地行四丁目 | 1968年（昭和43年） | 地行東町・地行西町             |

## 人口
地行一丁目から四丁目までを合わせた人口の推移を福岡市の住民基本台帳（公称町別）に基づき示す（単位：人）。集計時点は各年9月末現在である。
- 2001年（平成13年）：4,224
- 2002年（平成14年）：4,450
- 2003年（平成15年）：4,488
- 2004年（平成16年）：4,536
- 2005年（平成17年）：4,448
- 2006年（平成18年）：4,447
- 2007年（平成19年）：4,422
- 2008年（平成20年）：4,732
- 2009年（平成21年）：4,669
- 2010年（平成22年）：4,651
- 2011年（平成23年）：4,835
- 2012年（平成24年）：5,028
- 2013年（平成25年）：5,298
- 2014年（平成26年）：5,513
- 2015年（平成27年）：5,704
- 2016年（平成28年）：5,740
- 2017年（平成29年）：5,663
- 2018年（平成30年）：5,738
- 2019年（令和元年）：5,851
- 2020年（令和2年）：5,903
- 2021年（令和3年）：6,015
- 2022年（令和4年）：6,044

## 交通

### 道路

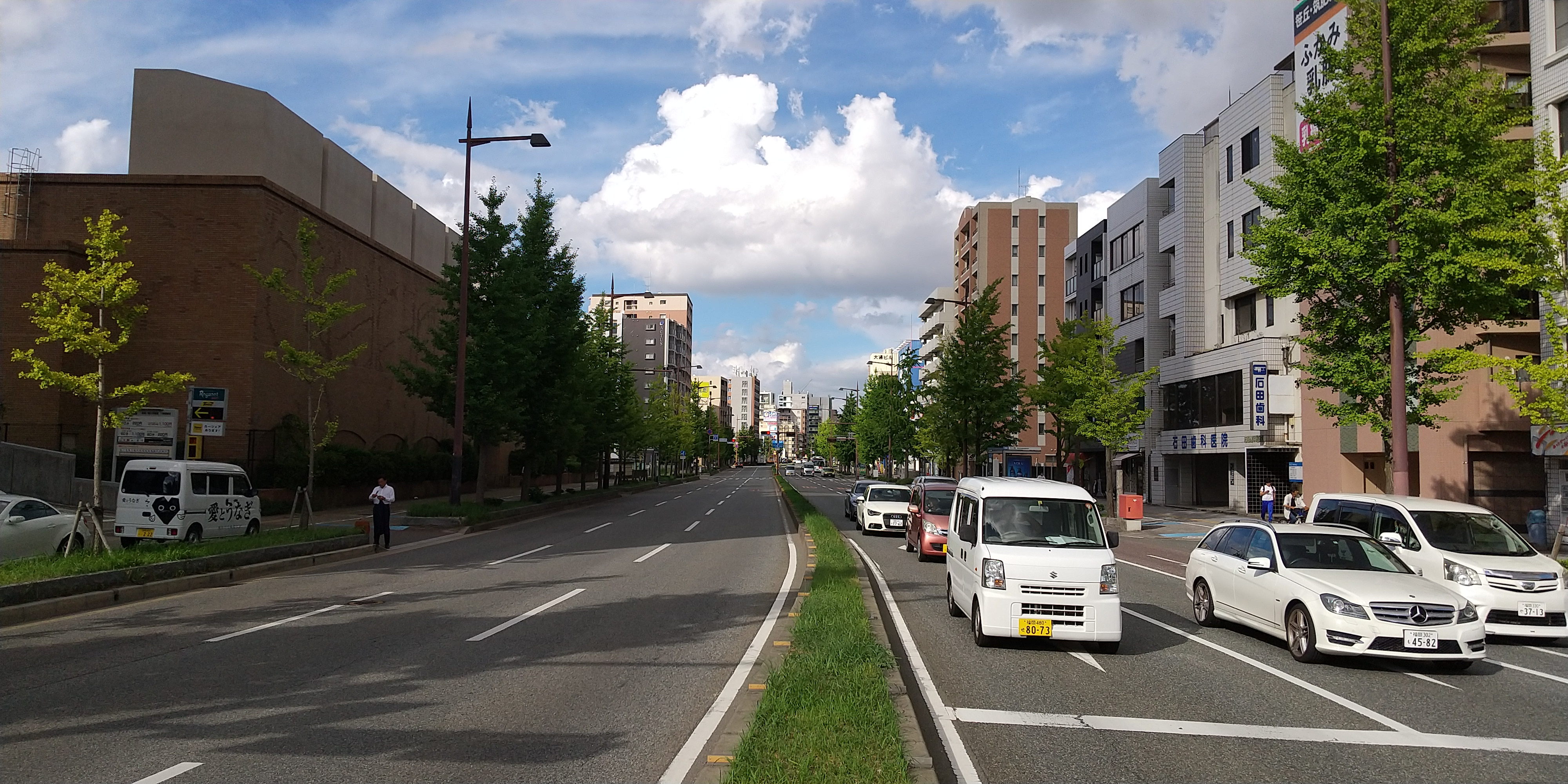
明治通り（新今川橋東交差点付近）。左側が地行、右側が今川。

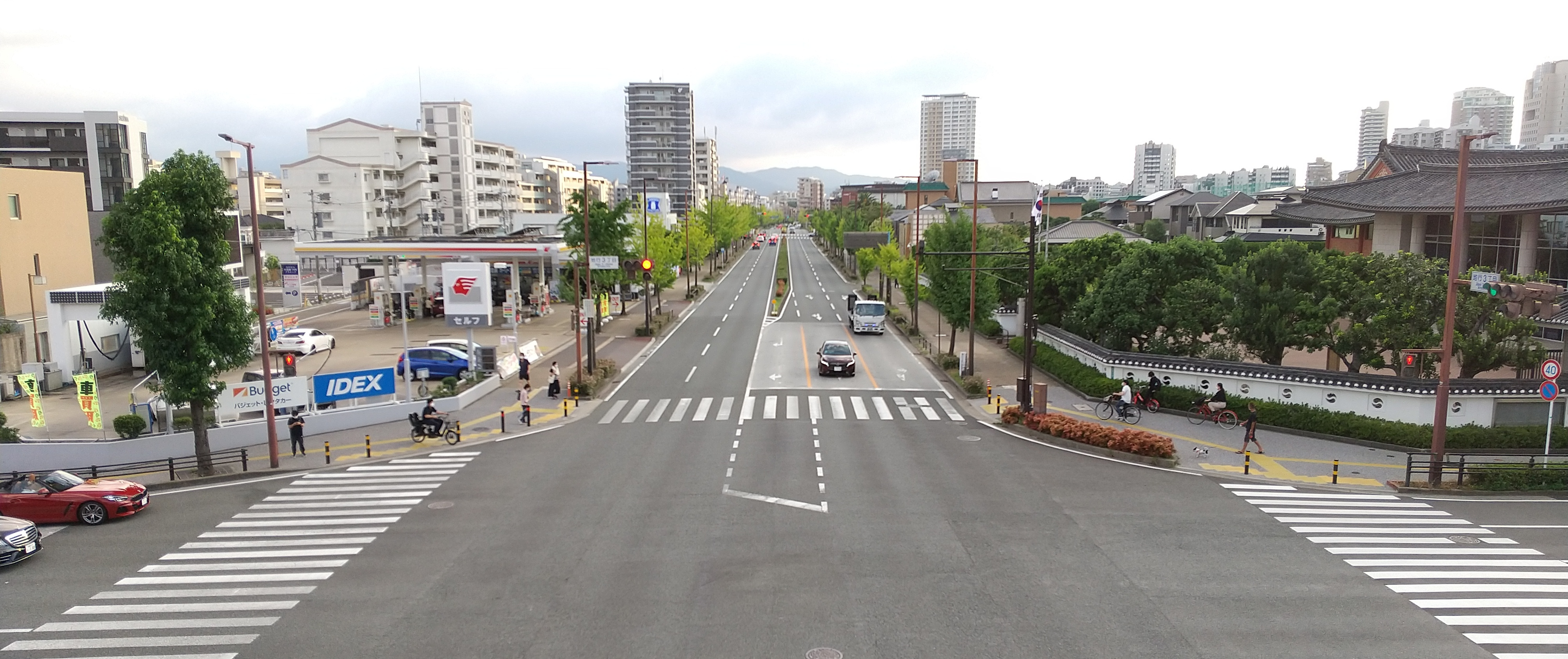
よかトピア通り（地行三丁目交差点の西側）。左側が地行、右側が地行浜。

主な幹線道路は次の通り。
- 明治通り
- よかトピア通り
- 地行鳥飼七隈線

### 鉄道
鉄道については、町内に福岡市交通局が運営する福岡市地下鉄空港線が通っている。最寄りの駅は唐人町駅で出入口も町内にあるが、町西部の一部は西新駅のほうが近い。
1975年までは明治通りを西鉄福岡市内線が通っており、「今川橋」電停があったほか、今川車庫と西福岡営業所が設けられていた。今川車庫の跡地は地下鉄今川橋変電所に、西福岡営業所の跡地は西鉄今川自動車営業所に継承された。

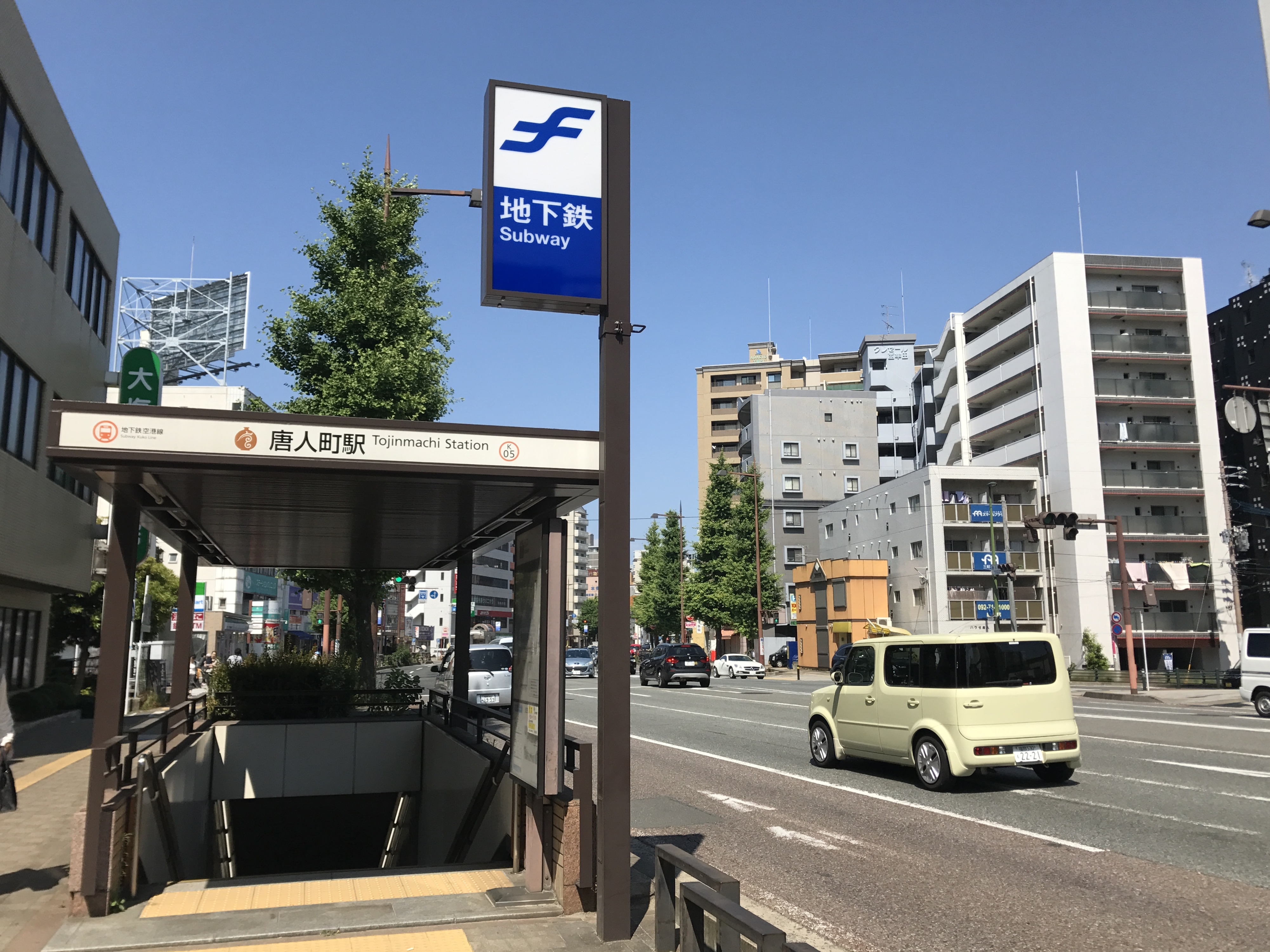
福岡市地下鉄空港線唐人町駅1番出入口（地行町内にある）
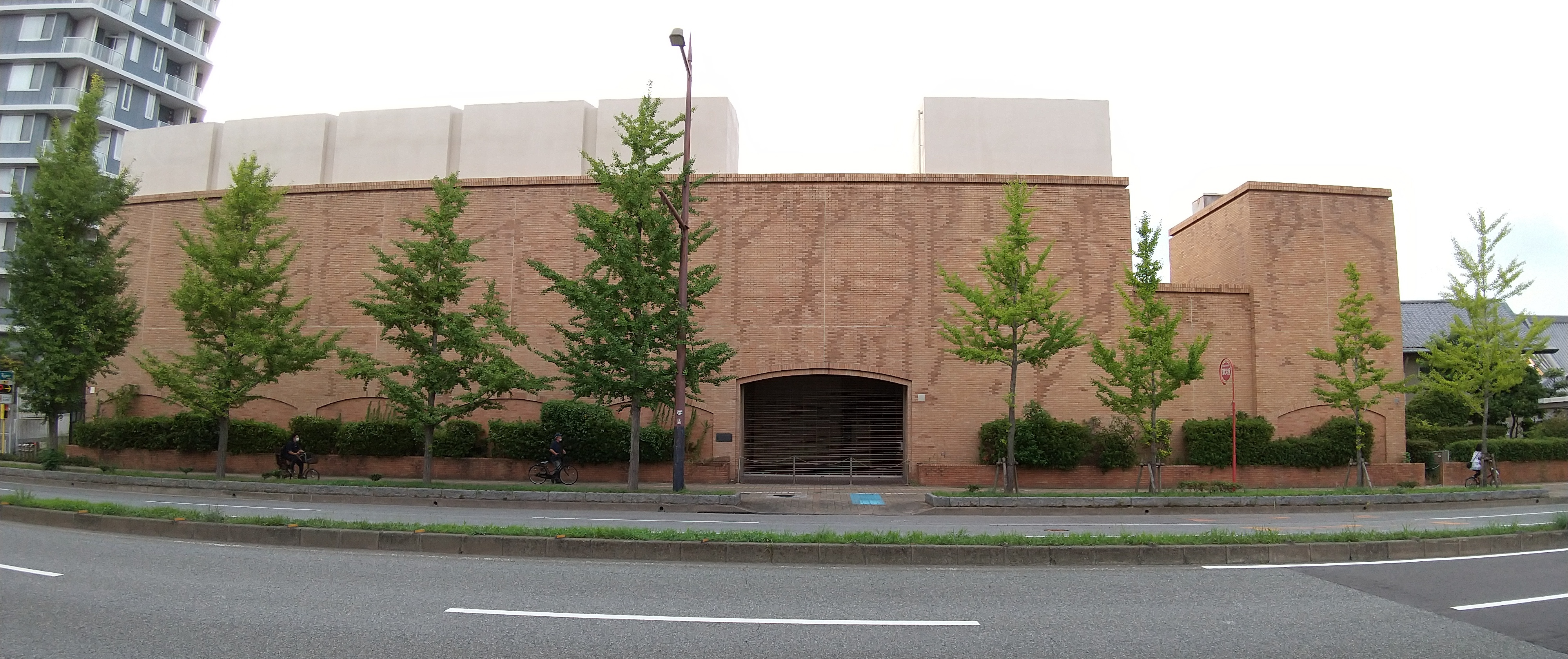
福岡市営地下鉄今川橋変電所（西鉄福岡市内線今川車庫跡地）

### バス
バスについては、西日本鉄道株式会社が運営する西鉄バスが運行しており、次の停留所がある。かつては地行の南西部に今川自動車営業所（後に福岡貸切営業所、西鉄観光バス福岡中央支社）があり、整備工場や長距離バスの車庫もあった。現在、跡地は高層マンションとにしてつストア レガネット地行店になっている。
- 地行
- 今川橋
- 領事館前

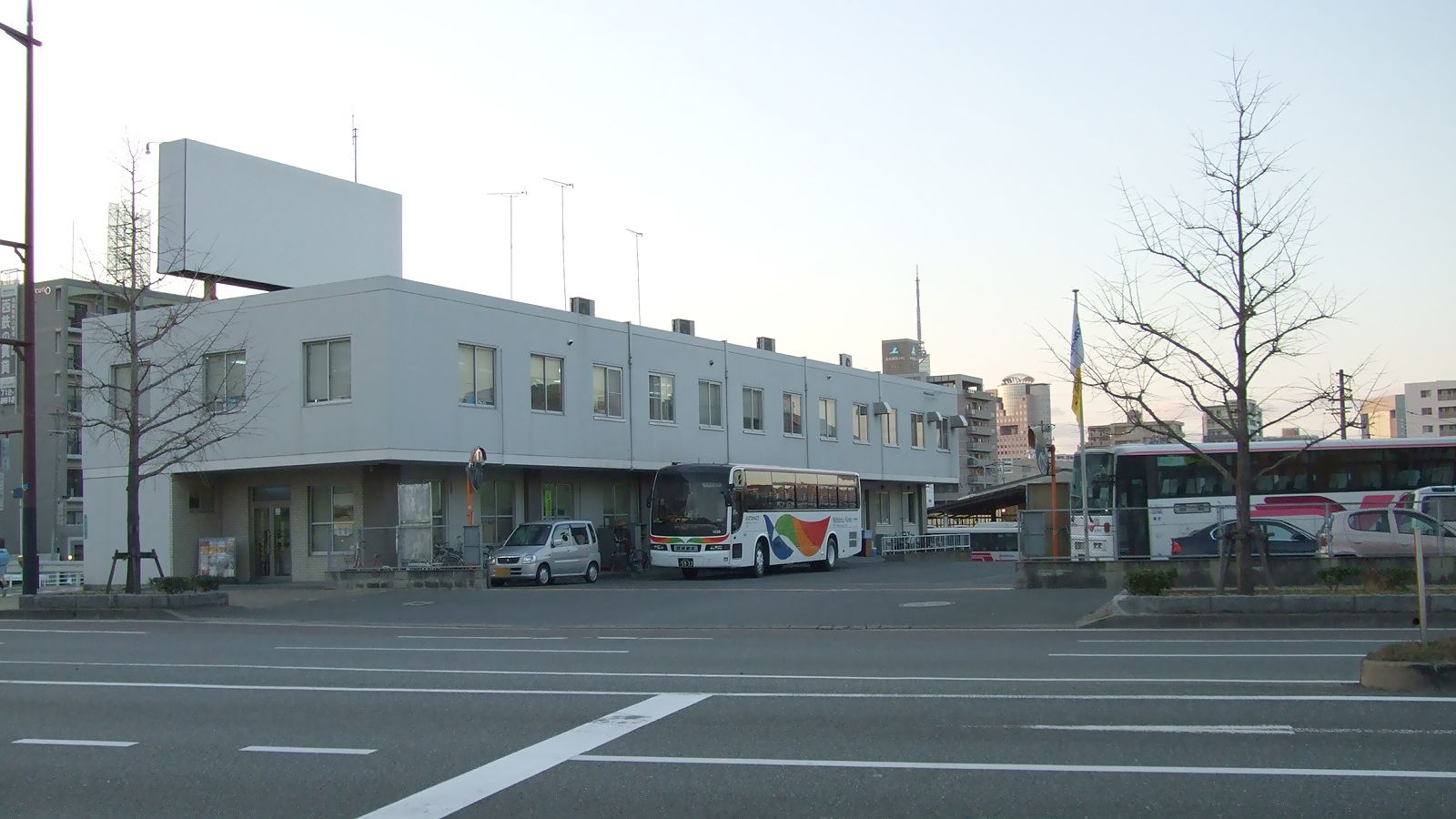
西鉄観光バス福岡中央支社（2008年）

## 主な施設

### 公共・公益施設
- 地行交番（所属警察署：福岡県警察中央警察署）[注釈 1]
- 福岡市交通局今川橋変電所（地行二丁目3）
- 地行公園[注釈 2]
- 地行1号公園[注釈 3]
- 菰川公園（こもがわこうえん）[注釈 4]

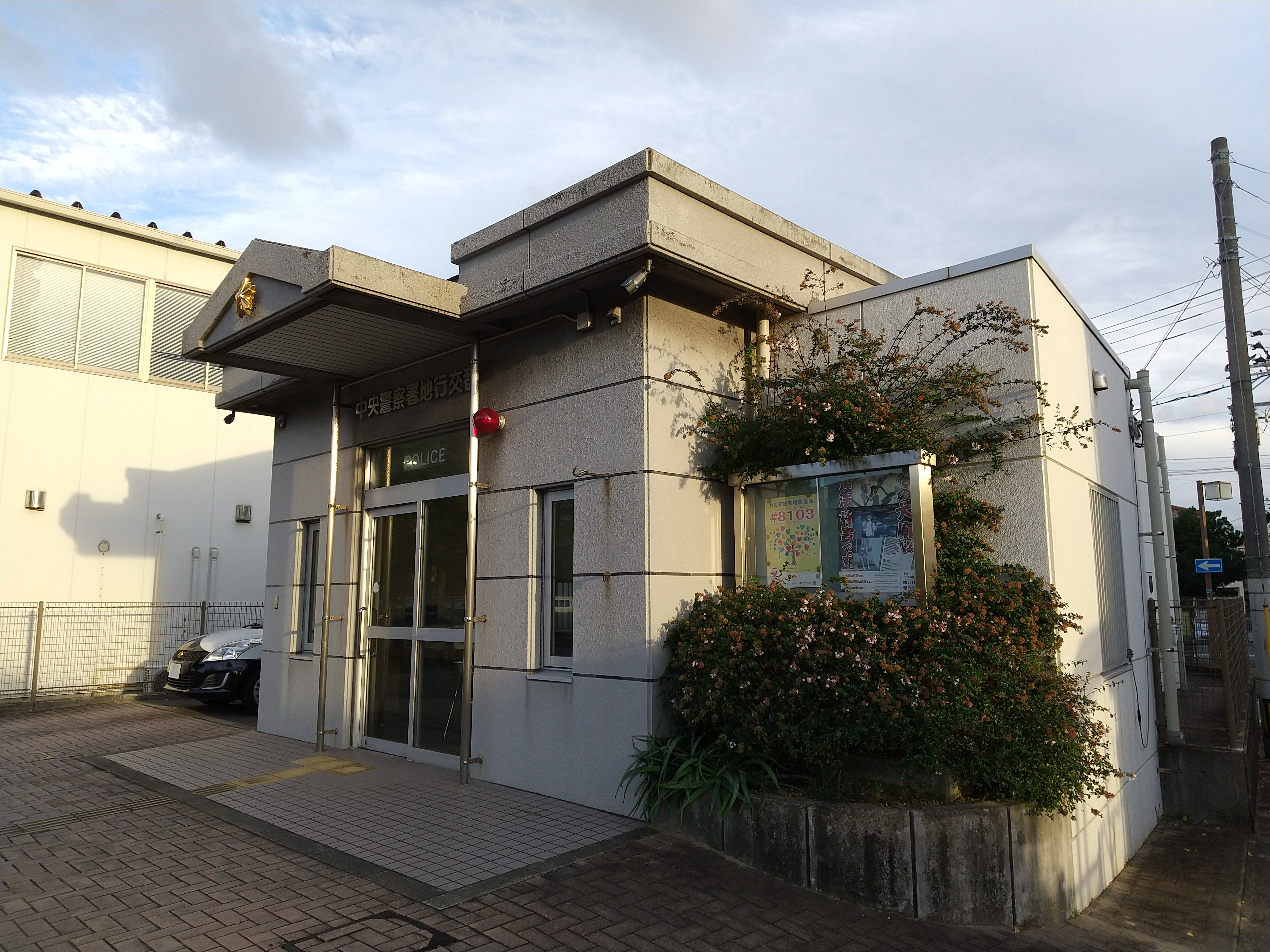
地行交番
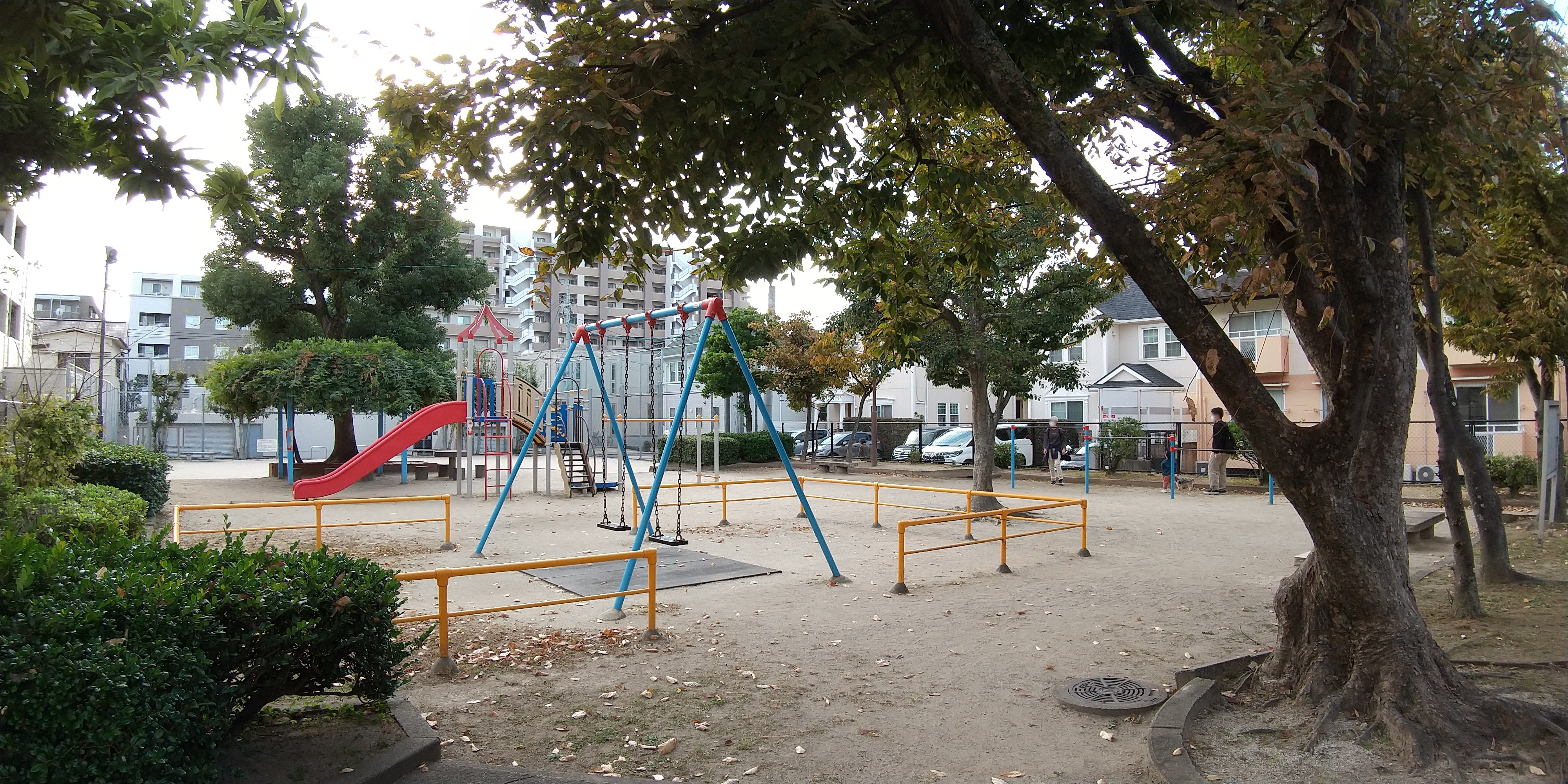
地行公園
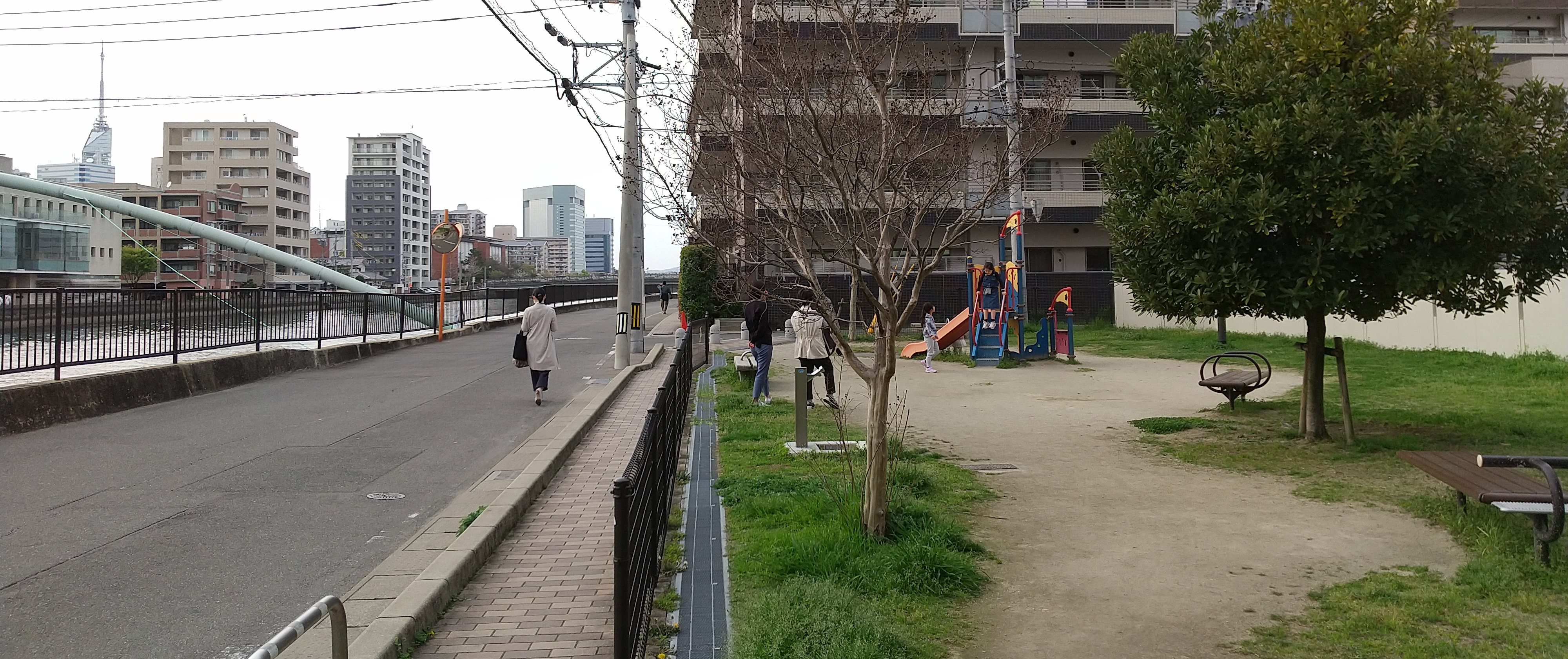
地行1号公園
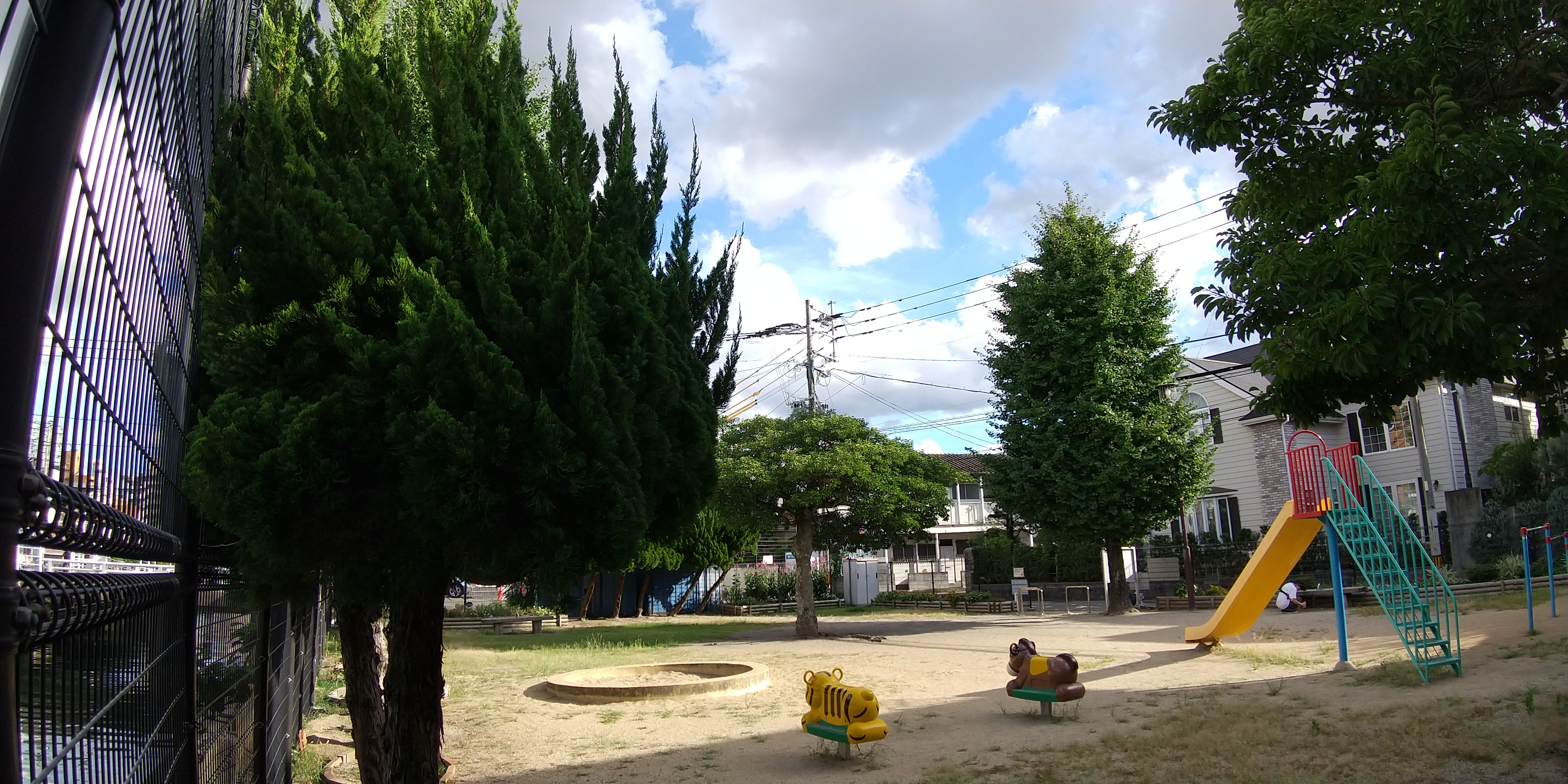
菰川公園（こもがわこうえん）

### 商業施設
- にしてつストア レガネット地行店[13]
- セブンイレブン福岡地行4丁目店
- ローソン地行3丁目店・福岡地行4丁目店

町の北東側は、よかトピア通りを挟んでホークスタウンと隣接している。

## 名所・旧跡

### 寺院
- 浄満寺（浄土真宗本願寺派、1453年（元亀4年）開基、1671年（寛文11年）移転）[注釈 5]境内に亀井南冥及び照陽一家の墓がある。
- 傳照寺（浄土真宗本願寺派、1660年（萬治3年）移転）[14]
- 真福寺（浄土真宗本願寺派、慶長年間開基、1696年（元禄9年）移転）[15]
- 蓮正寺（浄土真宗大谷派、1672年（寛文12年）移転）[16]
- 円徳寺（浄土真宗東本願寺派）[17]

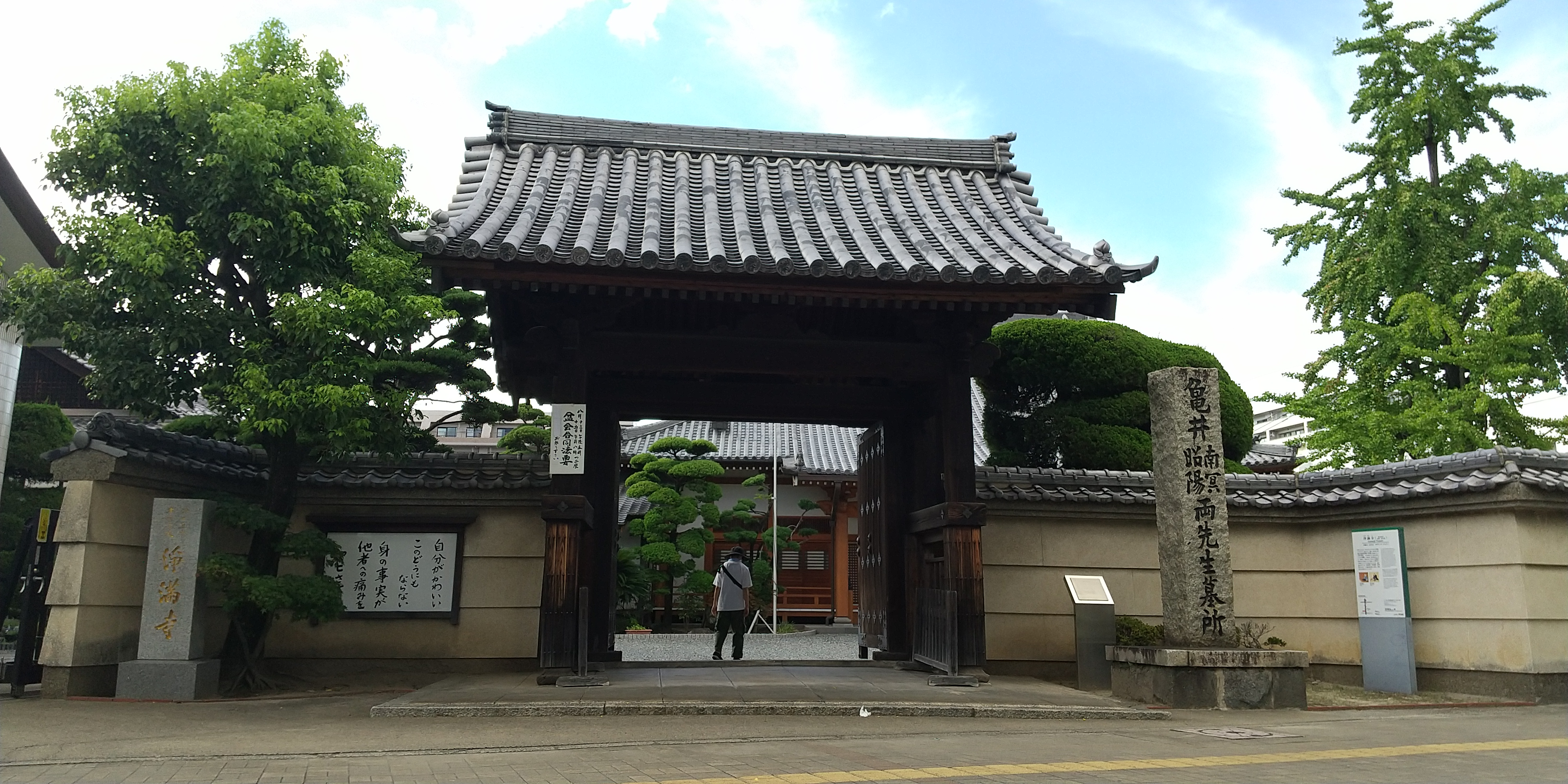
浄満寺山門（福岡市指定有形文化財）
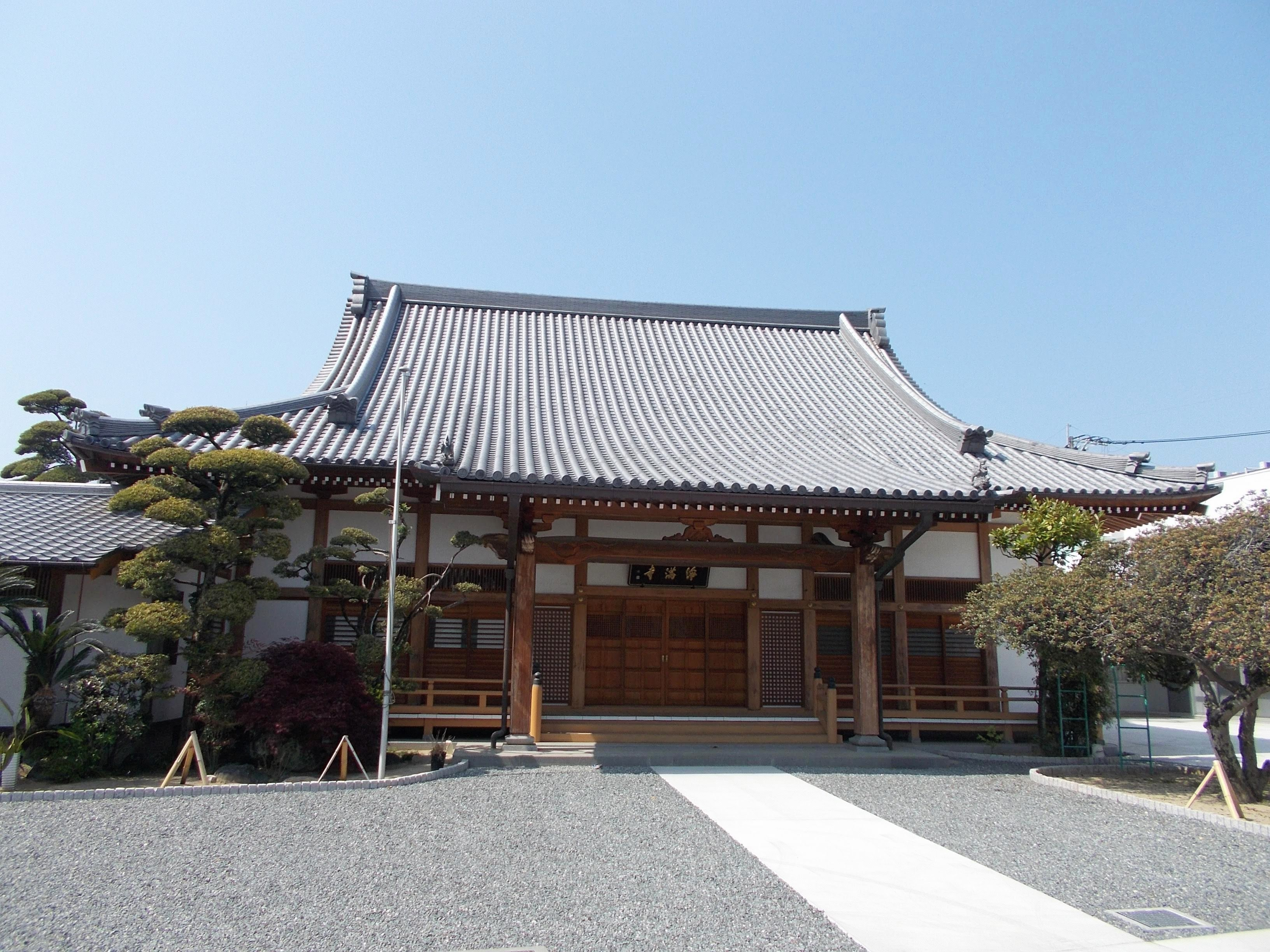
浄満寺本堂
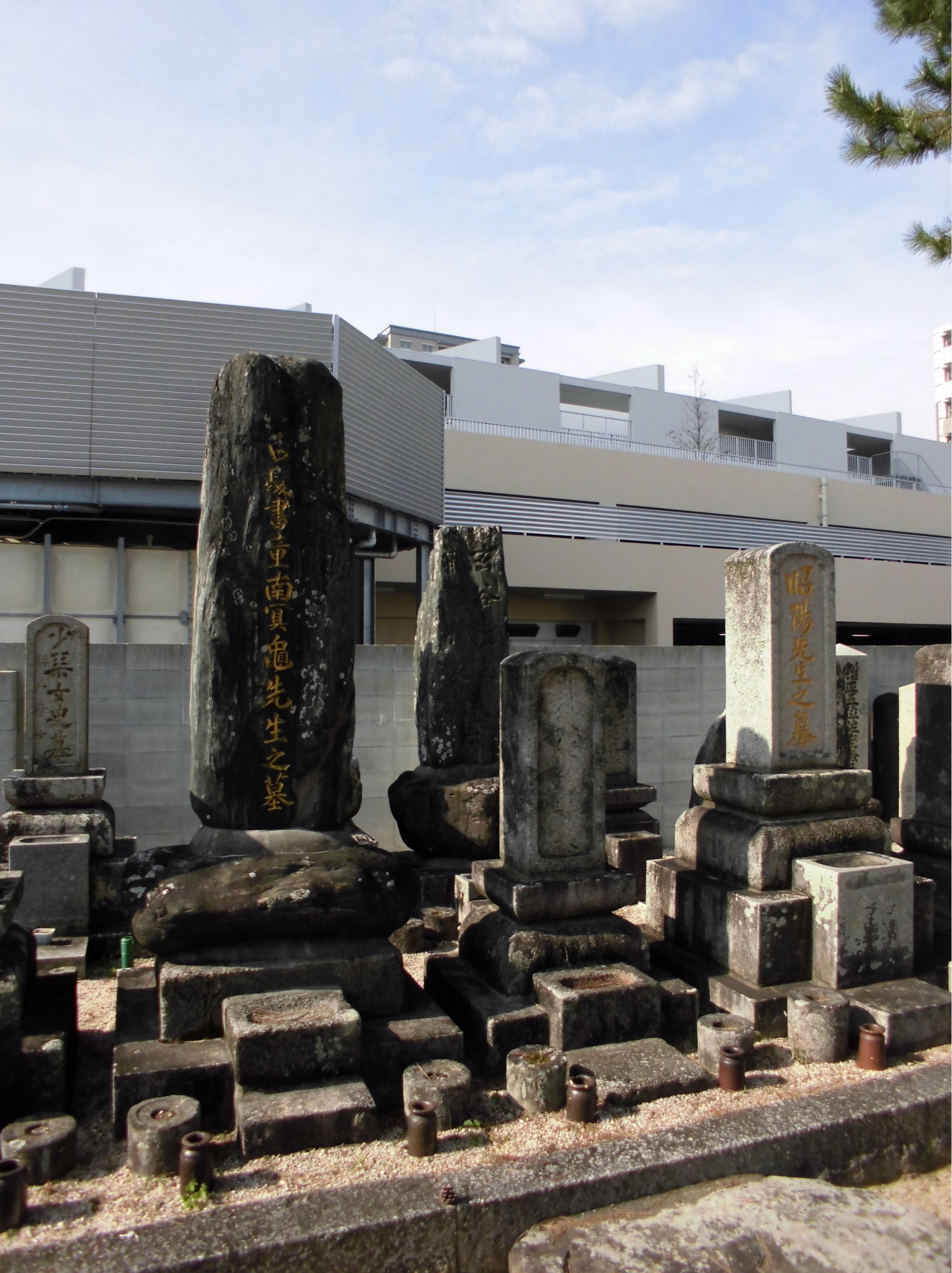
亀井南冥及び照陽一家の墓（福岡県指定有形文化財）

### 神社
- 五穀神社（福岡市新四国霊場第二十五番、写真1、写真2）[注釈 6]